# Bibliobus
Bibliobus (biblio+[auto]bus) ili pokretna knjižnica je posebno vozilo opremljeno policama s knjigama i drugom građom te je namijenjena prijevozu i posudbi knjižnične građe uz stručnu pomoć knjižničara. Bibliobus omogućava pružanje knjižničnih usluga osobama koje žive na udaljenim mjestima ili kojima je iz bilo kojeg drugoga razloga onemogućeno da osobno dolaze u knjižnicu. Bibliobus je sastavni dio mreže narodnih knjižnica te obilazi sela i ruralna područja prema utvrđenom rasporedu, najčešće, svaka dva tjedna.
Suvremeni bibliobusi imaju i do nekoliko tisuća knjiga i građu na drugim medijima.
U Hrvatskoj ima 11 bibliobusa i 1 bibliokombi (podaci iz 2008. g.)

## Povijest
Preteča današnjih bibliobusa su bile pokretne knjižnice na zaprežnim kolima koje su se pojavile u 19. stoljeću u Velikoj Britaniji i početkom 20. stoljeća u SAD-u. Tokom 20.stoljeća kao bibliobus se sve više upotrebljavaju motorna vozila a pravi procvat bibliobusi doživljavaju nakon 2. svjetskog rata kada se bibliobusne službe osnivaju u Francuskoj, Njemačkoj, Skandinaviji, SSSR-u, Oceaniji itd.
Povijest bibliobusa u Hrvatskoj seže u 1969. g. kada je Gradska knjižnica Rijeka osnovala prvu bibliobusnu službu u Hrvatskoj i bivšoj Jugoslaviji. Knjižnice grada Zagreba su osnovale bibliobusnu službu 1976. g. dok su knjižnica Nikola Zrinski iz Čakovca  i Knjižnica i čitaonica Fran Galović iz Koprivnice osnovale svoje bibliobusne službe 1979. g. Gradska knjižnica Zadar osniva bibliobusnu službu 2006. g. 
U 2010. godini bibliobusi su pružali knjižničnu uslugu na 413 stajališta na području 9 županija te na području Grada Zagreba, usluživali su više od 13.328 aktivnih članova koji su u pokretnim knjižnicama posudili 339.682 jedinica knjižnične građe – knjiga, slikovnica, DVD-a itd. U bibliobusima ili u njihovoj organizaciji priređeno je u 2010. više od 200 priredbi i događanja usmjerenih na promociju knjige, poticanje čitanja, edukaciju o korištenju knjižnice i informacija općenito itd., kojima je prisustvovalo više od 5000 nazočnih. 
U Hrvatskoj u travnju 2011. djeluje 10 bibliobusnih službi (u Bjelovaru, Čakovcu, Karlovcu, Koprivnici, Križevcima, Osijeku, Rijeci, Vinkovcima, Zadru i Zagrebu) s ukupno 12 bibliobusnih vozila. 

## Cilj
Cilj bibliobusne službe je promicanje znanja i kulture, dostupnost informacijama, znanju i zabavi, razvoj kulture čitanja i stvaranje čitalačkih navika kod korisnika bez obzira na udaljenost, socijalni položaj i imovinsku situaciju korisnika.

## Kome je namijenjena
Bibliobusna služba je namijenjena svim osobama kojima je iz bilo kojega razloga onemogućen dolazak u knjižnicu  ponajprije stanovnicima sela i zaselaka, djeci  koja žive u ruralnim područjima, starijima i nemoćnim osobama, osobama koje rade u udaljenim industrijskim zonama te štićenicima ustanova (domovi za umirovljenike, zatvori, bolnice itd.)

## Fond bibliobusne službe
Građa koju bibliobusi najčešće sadrže su knjige, enciklopedije, rječnici, leksikoni, CD-ovi, DVD-ovi, video kasete itd. Od ostale opreme bibliobus može imati i računala s pristupom internetu, fotokopirni stroj te multimedijalnu opremu.

## Vanjske poveznice
- Bibliobus KGZ
- Stajališta bibliobusa KGZ